# São Tomé và Príncipe
São Tomé và Príncipe (phát âm tiếng Việt: Xao Tô-mê và Prin-xi-pê), tên đầy đủ: Cộng hòa Dân chủ São Tomé và Príncipe (tiếng Bồ Đào Nha: República Democrática de São Tomé e Príncipe) là một đảo quốc gần Gabon tại châu Phi. São Tomé là tên gọi Thánh Tôma trong tiếng Bồ Đào Nha.

## Lịch sử
Người N'Gola-Angolares đã sinh sống từ lâu trên lãnh thổ của São Tomé và Príncipe. Năm 1470, người Bồ Đào Nha đến và biến đảo này thành nơi quá cảnh để buôn bán nô lệ từ Tây Phi sang Brasil và châu Mỹ. Đến 1485, São Tomé và Príncipe chính thức trở thành thuộc địa của Bồ Đào Nha. Nhân dân liên tiếp nổi dậy chống lại ách thống trị của thực dân Bồ Đào Nha. Sau chiến tranh thế giới lần thứ hai, cùng với phong trào đấu tranh phát triển mạnh mẽ ở châu Phi, tháng 9 năm 1960, Ủy ban Giải phóng São Tomé và Príncipe, sau này đổi tên là Phong trào giải phóng São Tomé và Príncipe (MLSTP) do ông Manuel Pinto da Costa đứng đầu lãnh đạo nhân dân São Tomé và Príncipe đấu tranh giành độc lập. Ngày 26 tháng 11 năm 1974 tại Aler, Bồ Đào Nha và MLSTP đã ký Hiệp định trao trả độc lập cho nước này vào ngày 12 tháng 7 năm 1975.
STP thông qua Hiến pháp mới, công nhận chế độ đa đảng (tháng 8 năm 1990), tiến hành bầu quốc hội và Tổng thống (tháng 3 năm 1991). Đây là cuộc bầu cử dân chủ đa đảng đầu tiên ở nước này kể từ khi độc lập. Do thất bại về chính sách kinh tế, đời sống nhân dân sa sút, Đảng MLSTP đã thất cử trước Đảng hội tụ Dân chủ (PCD) của ông Daniel Lima Dos Sangtos Daio và trở thành đảng đối lập.
Trong 3 năm dưới chế độ chính trị đa đảng, Đảng PCD không cải thiện được tình hình kinh tế, xã hội, làm cho mâu thuẫn nội bộ trở nên sâu sắc, Tổng thống hai lần thay chức Thủ tướng nhưng vẫn không giải quyết đước những vấn đề cơ bản của cuộc khủng khoảng. Trong khi đó, nhân dân ngày càng bất mãn do đời sống khó khăn, nạn thất nghiệp cao (30%), lạm phát gia tăng (40%) v.v... Thực trạng trên của São Tomé và Príncipe đã làm vai trò và uy tín của Đảng cầm quyền PCD giảm. Trong cuộc bầu cử Quốc hội (tháng 10/1994), Đảng PCD chỉ được 15/55 ghế, trong khi Đảng MLSTP được 25/55 ghế trong Quốc hội, trở thành đảng cầm quyền theo quy định của Hiến pháp. Điều này đã gây khó khăn cho việc điều hành đất nước của Tổng thống thuộc Đảng PCD.
Ngày 15 tháng 8 năm 1995, giới quân sự (theo Hiến pháp mới là phi đảng phái) do hai thiếu uý Ponte và Q.Deanmaydu cầm đầu với khẩu hiệu "Đưa São Tomé và Príncipe ra khỏi tình trạng khủng khoảng kinh tế - xã hội và nghèo đói hiện nay", đã bắt giam Tổng thống M. Trovoada, Thủ tướng C. Gracia và Bộ trưởng Quốc phòng A.Polino, thành lập Ủy ban Cứu quốc lâm thời. Do áp lực mạnh mẽ của cộng đồng quốc tế (LHQ, Mỹ, EU, Angola, Gabon...) đe doạ cắt viện trợ kinh tế cho São Tomé và Príncipe và qua vai trò trung gian hoà giải của Tổng thống Angola Dos Santos, ngày 22 tháng 8 năm 1995, Tổng thống M.Trovoada và nội các của ông đã trở lại nắm quyền.
São Tomé và Príncipe là thành viên cộng đồng 5 nước nói tiếng Bồ Đào Nha (Angola, Guinea Bissau, São Tomé và Príncipe, Mozambique và Cap Vert). Hội nghị cấp cao lần thứ 6 các nước sử dụng tiếng Pháp họp ở Cotonou (Bénin) từ 2 - 4 tháng 12 năm 1995, đã kết nạp São Tomé và Príncipe làm thành viên liên kết của Hội nghị này.
Ngày 21 tháng 7năm 1996, ông Manuel Trovoada, Đảng Hội tụ Dân chủ (PDC), đương kim Tổng thống đã thắng cử với 52,4% phiếu bầu, tiếp tục nhiệm kỳ thứ hai (1996-2000), đánh bại ông Manuel Pinto da Costa, lãnh tụ Đảng MLPS, cựu Tổng thống (1975-1991), chỉ được 47,6% số phiếu.
Ngày 21 tháng 7 năm 2001, trong cuộc bầu cử đa đảng phái lần thứ 3, ông Fradique De Menezes đã được bầu làm Tổng thống mới của STP. Và ngày 22 tháng 6 năm 2008, Tổng thống đã phê chuẩn đề nghị của Quốc hội bầu Joachim Rafael Blranco là Thủ tướng mới của nước này.

## Chính trị
Chính trị của São Tomé và Príncipe diễn ra trong khuôn khổ là một nước bán tổng thống cộng hòa dân chủ, theo đó Tổng thống São Tomé và Príncipe là người đứng đầu nhà nước và Thủ tướng là người đứng đầu chính phủ, và một hệ thống đa đảng. Quyền hành pháp thuộc chính phủ. Quyền lập pháp nằm trong tay chính phủ và Quốc hội. Tư pháp độc lập với hành pháp và lập pháp. Chính trị São Tomé đã hoạt động theo một hệ thống đa đảng từ năm 1990. Sau khi ban hành một hiến pháp mới vào năm 1990, São Tomé và Príncipe tổ chức bầu cử đa đảng lần đầu tiên kể từ khi độc lập. Một thời gian ngắn sau khi hiến pháp có hiệu lực, Quốc hội chính thức hợp pháp hóa các đảng đối lập. Các ứng cử viên độc lập cũng được phép tham gia bầu cử tổng thống trong năm 1991.
Tổng thống được bầu phổ thông đầu phiếu trực tiếp và bỏ phiếu kín với nhiệm kỳ năm năm, và có quyền giữ chức vụ hai nhiệm kỳ liên tiếp. Các ứng cử viên được lựa chọn tại hội nghị toàn quốc của đảng mình (hoặc ứng cử viên độc lập). Một ứng cử viên tổng thống phải có được đa số phiếu phổ thông trong cả hai vòng đầu tiên hoặc thứ hai của cuộc bầu cử để được bầu làm tổng thống. Thủ tướng được chọn bởi sự đề cử của tổng thống nhưng phải được sự phê chuẩn bởi các đảng chiếm đa số trong quốc hội. Thủ tướng có quyền bổ nhiệm 14 thành viên nội các.

## Hành chính

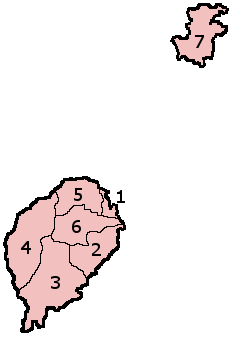
Bản đồ 7 huyện của hai tỉnh São Tomé và Príncipe

São Tomé và Príncipe được chia làm 2 tỉnh: Príncipe, São Tomé.
Tỉnh São Tomé là tỉnh được tạo thành từ các đảo ở Đại Tây Dương nằm gần xích đạo của São Tomé và là nơi đông dân nhất với dân số được ước tính trong năm 2004 là 133.600 người trong tổng số 139.000 người dân cả nước.
Tỉnh Príncipe bao gồm các đảo nhỏ của Príncipe. Diện tích khoảng 142 km² và dân số được ước tính là khoảng 5.400 người. Príncipe đã tự trị kể từ ngày 29 tháng 4 năm 1995.
Hai tỉnh Príncipe và São Tomé được chia thành bảy huyện. Sáu đang nằm trên đảo chính São Tomé trong khi một huyện bao gồm các đảo nhỏ của Príncipe.
Bảy huyện là:
1. Água Grande (São Tomé)
2. Cantagalo (Santana)
3. Caué (São João dos Angolares)
4. Lembá (Neves)
5. Lobata (Guadalupe)
6. Mé-Zóchi (Trindade)
7. Pagué (Santo António)

## Địa lý
Quốc gia nằm ở ngoài khơi Gabon, ở trên (phía Bắc) xích đạo một ít; khoảng 60% diện tích lãnh thổ có rừng rậm bao phủ. Các đảo khác gồm Pedros Tinhosas và Rolas. Khoảng 95% dân số sống ở đảo São Tomé. Núi cao nhất Pico de São Tomé.

## Kinh tế
São Tomé và Príncipe là một đảo quốc nhỏ và nghèo. Nền kinh tế nước này phụ thuộc chủ yếu vào cây ca cao từ sau khi giành được độc lập. Nhờ vào Chương trình dành cho những nước nghèo nợ nước ngoài lớn, São Tomé và Príncipe đã được hưởng 200 triệu USD. Tháng 8 năm 2005, São Tomé và Príncipe ký với Quỹ tiền tệ quốc tế (IMF) Chương trình xoá nghèo và hỗ trợ phát triển trị giá 4,3 tỷ USD.
São Tomé và Príncipe đang rất lạc quan về nguồn dầu mỏ ở vùng vịnh Guinea, và đang hi vọng sẽ thu hút được vốn đầu tư và xuất khẩu được mặt hàng có giá trị này. Dự báo năm 2007 sẽ có những thùng dầu đầu tiên. Trữ lượng dầu ước tính khoảng 2 tỷ thùng. Dầu mỏ đang được kỳ vọng sẽ tạo cú hích cho nền kinh tế của quốc gia nhỏ bé này.
Năm 2010, GDP của São Tomé và Príncipe có mức tăng trưởng 6% tuy nhiên nền kinh tế São Tomé và Príncipe vẫn còn rất lạc hậu, khiến cho giá trị GDP cũng chỉ đạt 316 triệu USD.
São Tomé và Príncipe có đất đai màu mỡ, khí hậu nóng ẩm, thuận tiện cho việc phát triển nông nghiệp, trồng các loại cây lương thực và cây công nghiệp nhiệt đới. Sản phẩm chủ yếu là chuối, cà phê, ca cao, mía, dừa, cây có dầu. Rừng chiếm diện tích khá lớn, cung cấp gỗ. Bờ biển dài có nhiều loài cá. Hiện nông nghiệp chỉ chiếm 14,7% GDP.
Công nghiệp hầu như chưa phát triển, các cơ sở sản xuất công nghiệp có quy mô rất nhỏ bé, kỹ thuật lạc hậu.
Một số ngành công nghiệp hiện đang đóng vai trò nhẹ, dệt may, chế biến hải sản, gỗ. Công nghiệp chỉ chiếm 22.9% GDP.
Dịch vụ đặc biệt là dịch vụ của STP khá phát triển, năm 2010, ngành này (chủ yếu là du lịch) đóng góp khoảng 62,4% GDP và đem lại nguồn thu ngoại tệ cho quốc đảo này.
Về ngoại thương, năm 2010, STP xuất khẩu 13 triệu USD hàng hoá các loại trong đó chủ yếu là ca cao (80%), cà phê, dầu cọ, cùi dừa. Các đối tác xuất khẩu chính của STP là Anh, Hà Lan, Bỉ và Bồ Đào Nha. 
Về nhập khẩu, kim ngạch nhập khẩu của STP năm 2010 là 99 triệu USD. Các mặt hàng mà nước này thường nhập là trang thiết bị máy móc, lương thực, sản phẩm dầu mỏ… Các nước mà STP hau nhập hàng hoá là Bồ Đào Nha, Brasil, Anh.

## Dân số
Tôn giáo São Tomé và Príncipe 
Dân số của São Tomé và Príncipe ước tính là 163.784 người với khoảng 157.500 sống trên São Tomé và đảo Príncipe 6.000 người. Tất cả có nguồn gốc từ các nhóm dân tộc khác nhau đã di cư đến quần đảo từ năm 1485. Bảy nhóm sắc tộc được nhận biết là:
- Người Mestiços, là người lai giữ người Bồ Đào Nha và nô lệ châu Phi có nguồn gốc từ Bénin, Gabon và Congo.
- Người Angolares, là con cháu của người Angola nô lệ người sống sót sau một vụ đắm tàu năm 1540 và hiện nay đánh cá là sinh kế của họ.
- Người Forros, con cháu của những người nô lệ được giải phóng khi chế độ nô lệ đã bị bãi bỏ.
- Người Serviçais, là lao động hợp đồng từ Angola, Mozambique, và Cabo Verde, sống tạm thời trên các đảo.
- Người Tongas, là con cháu của người serviçais được sinh ra trên các đảo.
- Người châu Âu, chủ yếu là người Bồ Đào Nha và người Do Thái.
- Người châu Á, dân tộc thiểu số chủ yếu là người Trung Quốc.

Mặc dù là một nước nhỏ, nhưng São Tomé và Príncipe có đến bốn ngôn ngữ quốc gia: tiếng Bồ Đào Nha (ngôn ngữ chính thức, được nói bởi 95% dân số), và tiếng creoles (được nói bởi 85% người gốc Bồ Đào Nha), Tiếng Angolar (3%) và tiếng Principense (0.1 %). Tiếng Pháp cũng được giảng dạy trong trường học, khi đất nước là thành viên của Cộng đồng Pháp ngữ.

## Văn hóa
Tôn giáo ở são Tome và Principe chủ yếu là Cơ Đốc giáo với Giáo hội Công giáo Roma chiếm 71,9% các giáo phái khác chiếm 10,2%.
Ngoài ra tôn giáo bản địa và tôn giáo khác chiếm 17,9%.